# 印加路网

印加帝国路网

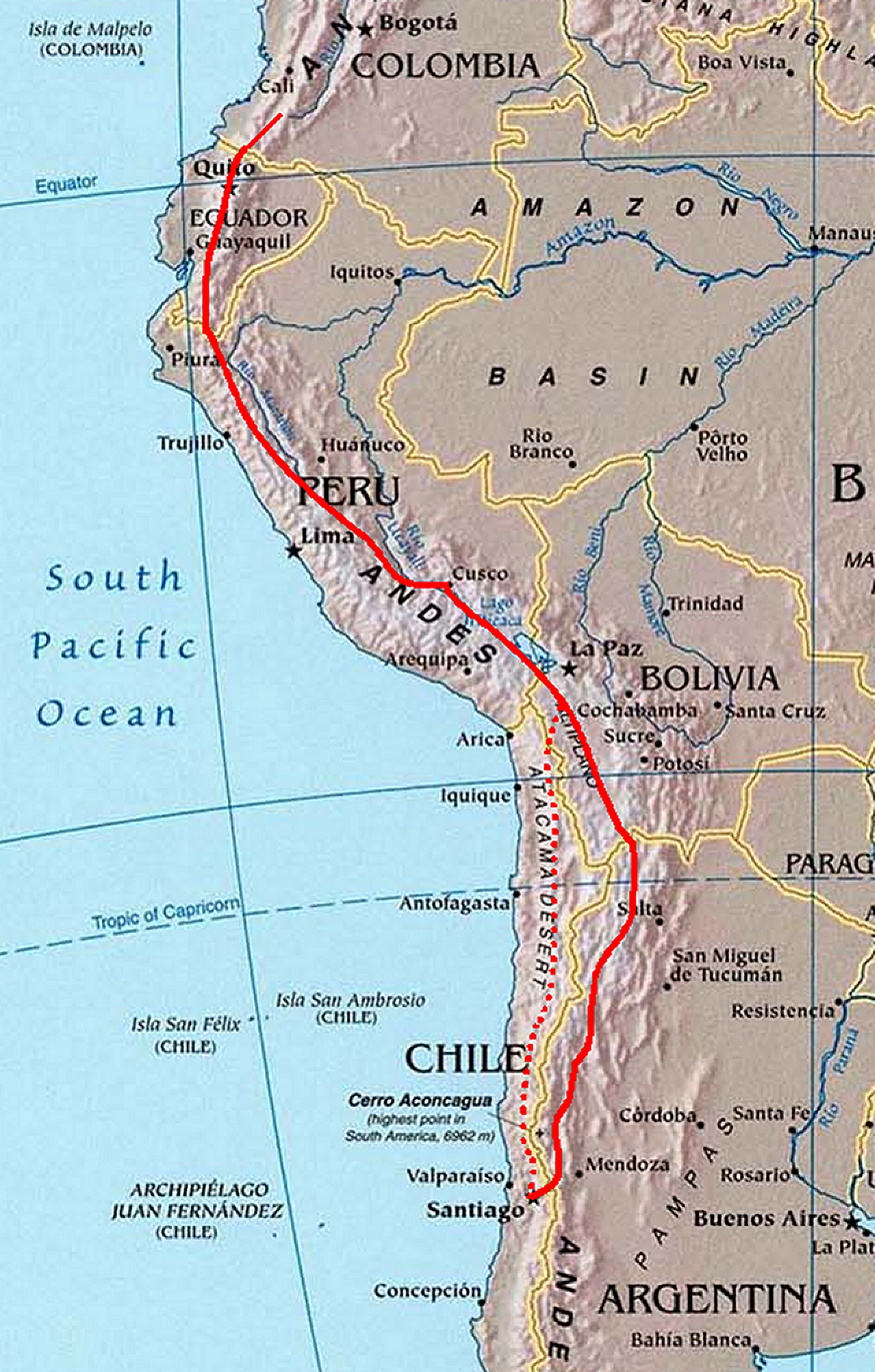
地图上的Qhapaq Ñan

印加路网，是南美洲被殖民前覆盖最广、最先进的运输系统。该路网以两条分叉众多的南北走向的道路为基础。其中，最有名的部分是马丘比丘小径。部分路网是由先于印加帝国的文明所建造的，特别是瓦里文明。部分的路网还在西班牙殖民时期沿用，比如皇家大道。

## 主要干道
印加路網，意為“伟大的印加道路”、“安第斯主干道”或“美丽的道路”。印加路網，由印加帝国重要的南北向大路组成，高挂在海拔6000米的安第斯山脉的山脊。
东线，道路高跨普纳草原和高山峡谷，从基多延伸至门多萨。西线道路在沿海平原修造，但不包括环抱山脚的沿海沙漠。超过20个线路跨过西边的山区，其他则在东部山脉的山峰和低地间穿梭。有的道路甚至超过海拔5000米。这些道路连接着印加帝国的各个地区，从北边省会基多到南方的圣地亚哥。印加路网总长有4萬公里，使300萬平方公里的领土能互相联通起来。
坐落在海拔500至800米之间的纪念碑式的道路可宽达20米，连接人口稠密区、行政中心、农业区和矿场，还有印加的宗教中心。
路網为帝国的民用和军用通信、人员流动以及后勤支持提供了简单、可靠、快速的路线。主要的用户是帝国士兵、搬运工、美洲驼篷车以及办理公务的贵族和个人。在路網上通行，多數人需要许可，并繳納通行费。尽管印加的道路规模、建设和外观变化很大，但最通常是在1米到4米间调整宽度。
大部分路网是印加人声称对众多的传统路线享有专有权的结果，其中一些诸世纪以前建成的传统路线大多是由瓦里文明早先所建。许多新的路段被大幅改造或升级，例如穿过智利阿塔卡马沙漠的路段和的的喀喀湖的西缘路段。印加人开发技术克服在安第斯山脉上的困难。陡峭山坡上，印家人建立了巨型石阶。海岸附近的沙漠地区，印家人建立了矮墙，以避免風沙掩蓋道路。
凭借印加路網，此多民族的帝國能建立组织严密的政治制度。印加人能運作帝国，库斯科需要时能派出军队。
最重要的印加道路——皇家大道（西班牙語：Camino Real），全长5200公里，始于基多，穿过库斯科，止於现今的图库曼。“皇家大道”穿越安第斯山，海拔最高超过5000米。海边道路（西班牙語：El Camino de la Costa）全长4000公里，与海岸平行，通过许多小路连接皇家大道。

## 桥梁
印加人有各式水路建設。宽阔蜿蜒的河流上仰賴皮筏；沼泽高地則有石桥或芦苇浮桥；深谷間則運用印加索桥。库斯科西边的、横跨阿普里马克河的桥跨距45米。山沟有时可以通过悬挂篮子。印加路桥是成对建造的。

## 马丘比丘小径
马丘比丘远离其他道路， 作为皇家庄园，馬丘比丘居住着印加执政者和几百个仆人。在馬丘比丘没有发现大型政府仓储设施的考古事实，故馬丘比丘是仰賴從库斯科以及其他地区取得商品和服务。1997年的研究認為，即使考虑到季节因素，该地区的农业潜力不足支持居民居住。

## 殖民征服的后果
從西班牙人征服印加帝国後，在某些地区破壞道路，而道路損耗使路網沦为废墟。
今天，僅有四分之一的路網仍然存在，其余的遭现代化基础设施摧毁。UNESCO和世界自然保护联盟等組織與印加路網分布的6国共同合作，維護路網。

## 延伸阅读
- Moseley, Michael 1992. The Incas and their Ancestors: The archaeology of Peru. Thames and Hudson, New York.
- Hyslop, John, 1984. Inka Road System. Academic Press, New York.
- Inca: Lords of Gold and Glory. Virginia: Time-Life Books, 1992.
- Andean World: Indigenous History: Culture and Consciousness by Kenneth Adrien.
- Footprints Cusco and The Inca Trail Handbook by Peter Frost and Ben Box
- Jenkins, David "A Network Analysis of Inka Roads, Administrative Centers and Storage Facilities." Ethnohistory, 48:655-685 (Fall, 2001).